# 로스 매키니스
로스 매키니스(영어: Ross McInnes, 1954년 3월 8일~)는 오스트레일리아의 기업인으로, 프랑스 항공엔진 업체 사프랑의 현 CEO(2015~)이다. 인도 공화국 콜카타에서 태어나 유년기에 프랑스로 이주해 살았다.